# Didier Petit
Didier Petit (1962) is een Franse jazzcellist en -componist, die zich bezig houdt met de eigentijdse muziek..

## Biografie
Petit begon cello te spelen op 6-jarige leeftijd. Hij ging naar het conservatorium tot hij 15 jaar oud was. Onder de indruk van een concert van Michel Portal en Bernard Lubat koos hij voor de jazz en de improvisatiemuziek. Hij speelde eerst in het Celestrial Communication Orchestra van Alan Silva. In 1990 richtte hij het label In Situ op. Tijdens de daaropvolgende jaren speelde hij o.a. met Un Drame Musical Instantané, Vladimir Tarasov, Marilyn Crispell, Malcolm Goldstein, Carlos Zingaro, Raymond Boni, JT Bates, Jacques Di Donato, Carlos Andreu, François Tusques, Denis Colin, Benoît Delbecq, Fred Van Hove, Lê Quan Ninh, Iva Bittova, Jean-François Pauvros, Ramón López, Xu Fengxia, Jean-Marc Montera, Peter Scherr en Noël Akchoté. Hij had een duo met André Minvielle, vervolgens met de Noorse drummer Terje Isungset. Hij speelde ook in het kwartet van Sylvain Kassap en in het trio van Hélène Breschand, evenals met Lucia Recio, Guillaume Roy en Hélène Labarrière. Hij presenteerde het album Sorcier in 1989 bij Leo Records, gevolgd door Déviation (2000).
Petit werkte verder ook aan verschillende projecten met kunstenaars als Jean-Yves Cousseau en Xavier Deshoulière, evenals met de schrijvers en acteurs Stephane Olry, Michel Gillot en Jean-Michel Baudoin. In 1996 was hij een van de oprichters van de onafhankelijke labelvereniging Allumés du Jazz, richtte hij het Festival WormHoles op en in 2011 was hij de muzikale leider van het Festival Sidération. Op het gebied van jazz was hij tussen 1979 en 2010 betrokken bij 31 opnamesessies. Met Xu Fengxia en Sylvain Kassap vormt hij sinds 2010 het vrij improviserende East-West Trio.
- Bibliothèque nationale de France: cb14008769j (data)
- International Standard Name Identifier: 0000 0000 0102 8719
- MusicBrainz: 5deaabb1-7b5b-48d2-b486-0ace77feb6fa
- Système universitaire de documentation: 078619289
- Virtual International Authority File: 51886552